# Шершні (Вінницький район)
Шершні́— село в Сутисківській селищній громаді Вінницького району Вінницької області (Україна). Населення — 901 особа.

## Географія
Село розташоване у Вінницькому районі на правому березі р. Південний Буг на шляху Т 0242 за 5 км на захід від селища Тиврів по відсипній дорозі, за 4 км від автошляху Т 0230 та в 20 км від залізничної станції Гнівань. Через Південний Буг існує розбірний міст на протилежний берег, що з'єднує з н.п. Сутиски.
Сусідні населені пункти:

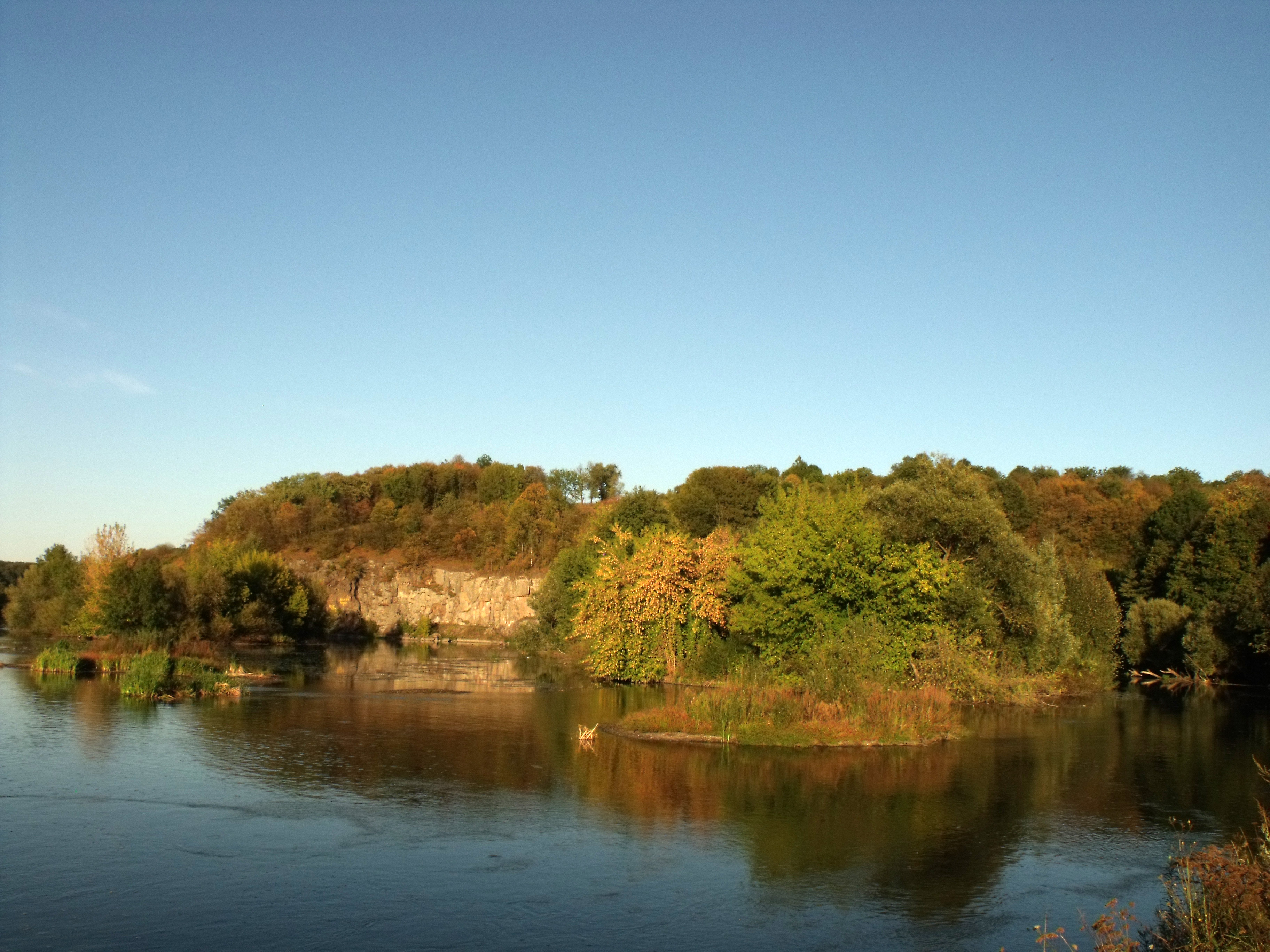
Шершнівська скеля

Ландшафт земель горбистий через розташування села на гранітному плато, виступи якого утворюють Шершнівську скелю. Цей об'єкт є ботанічною пам'яткою природи місцевого значення (від 1999 р.) через зростання на ньому рослин-ксерофітів. У 2012 р. Шершнівська скеля отримала у районному конкурсі туристичних принад статус «Перлина Тиврівщини». Через село протікає притока Південного Бугу — р. Кудашівка, яка утворює кілька ставків.

## Історія

### Заснування і назва села
Перше відоме письмове джерело, де згадується назва села, датується 1552 р. У документі йде мова про поділ сіл і містечок на Тиврівщині між польськими та українськими панами, в якому вказано, що родині Семашків дісталися села: Ворошилівка, Маянів, Шершні, Іванківці.
Назва, за переказами, походить від прізвища першого поселенця — Шершуна, козака і лісника, який після знищення у XI ст. монголо-татарами с. Красненького, що знаходилося неподалік сучасного села Зарванка, збудував нову оселю поблизу р. Кудашівка. Ця оселя була край ліса і започаткувала першу вулицю у новому селі — зараз вул. Глінки. Північно-східна частина поселення ще на початку XX ст. мала назву «Вовкотрубівка», а у сучасних Шершнях збереглися гаї з ясена та граба, що виросли із корінців на місті порубаних лісів.
За іншою версією, назва «Шершні» пішла від комах шершнів, які у великій кількості водилися в навколишніх лісах.

### Давнина
В теренах теперішнього села знайдено стоянку Трипільської культури, яка атрибутується добою енеоліту (IV—II тис. до н. е), у 80-х роках XX ст. археологом Б. Магомедовим виявлено залишки Черняхівської культури у могильнику «Шершні», монети Римської імперії. На шляху від Шершнів до Зарванки біля річки Гутянки існувало давньоруське село Красненьке, знищене під час монголо-татарської навали. У XIV ст. Шершні разом з навколишніми селами — Янків (Іванківці), Маянів, Ворошилівка належали родині Семашків. Потім перейшли у спадщину родині Комарів.

### Козацька доба
У період Національно-визвольної війни в 1648—1657 рр. Шершні адміністративно входять до складу Краснянської сотні Брацлавського полку. Пам'яткою тих часів є козацька шабля, що була піднята з дна Південного Бугу і зараз зберігається у шкільному музеї історії села і освіти.

### Польська панщина

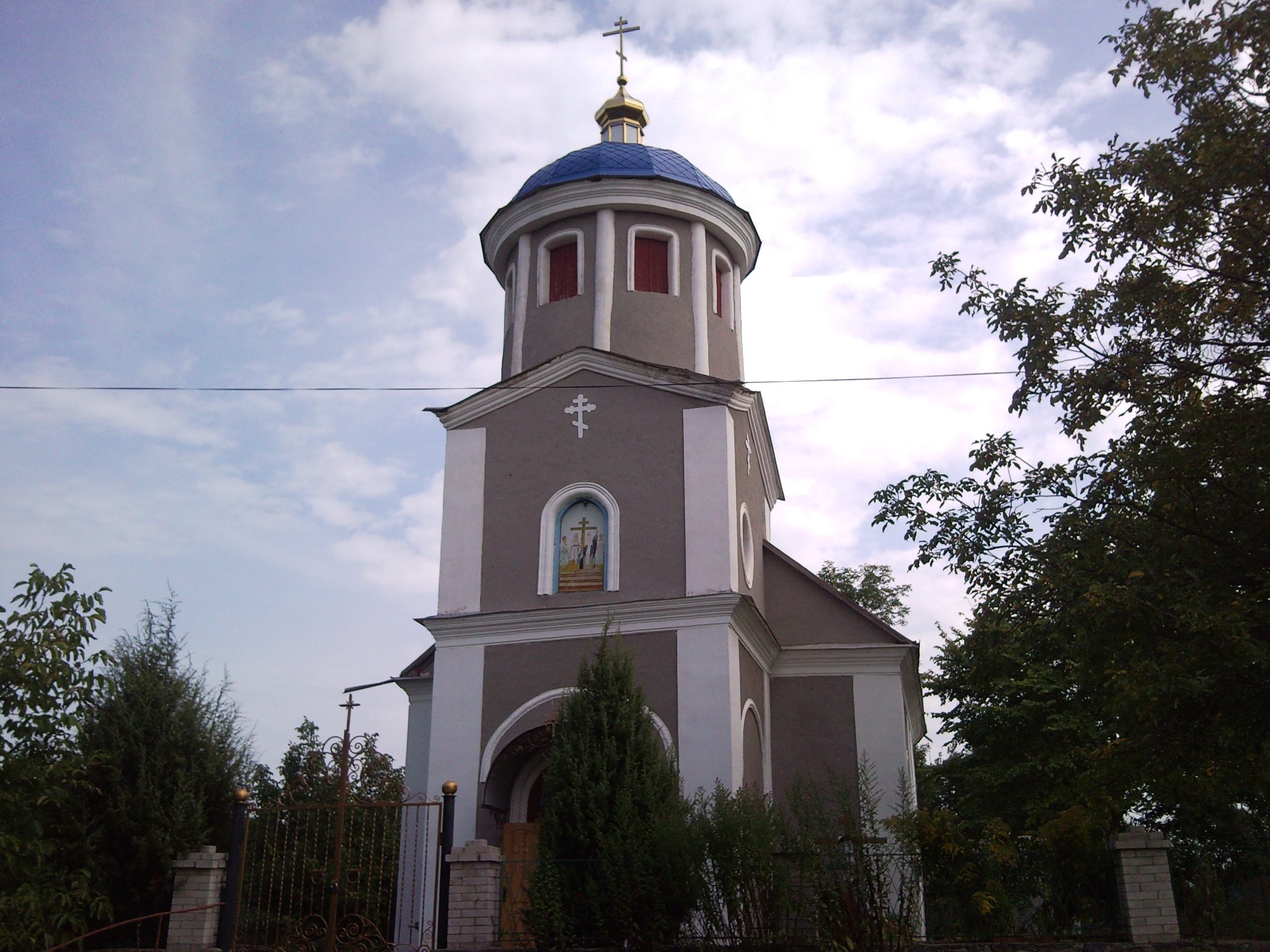
Хресто-Воздвиженська церква, 1822—1893

У XVIII ст. за часів польської панщини у селі розвивається господарство, торгівля, традиційні промисли, зокрема бортництво, виробництво поташу, ткацтво, гутництво, садівництво. За тодішніх часів 8 селян володіли 126 бортями пасіки. Вирощувались акліматизовані сорти яблук, груш, слив, зокрема слива сорту «Угорка».
У 1722 р. село разом з присілком Шостаківкою (в 3-х верстах від Шершнів, зараз в складі села) купує Павло Ярошинський. Його син Захарій Ярошинський (1700—1774) вів справжні війни з місцевими феодалами за навколишні землі. У 1756 р. він захопив Тиврів, у відповідь його володарка Доміцелія Калетинська з роду Четвертинських віддала наказ загарбати і спалити Василівку та Шершні, що частково вдалося зробити.

### Доба російського царату

#### За панів Собещанських
З кінця XVIII ст. Шершні разом з Курниками і Шостаківкою належать родині Собещанських. Поміщик Собещанський Ігнатій Францович був предводителем повітового дворянства, його син Вільгельм виконував обов'язки секретаря. У них було 1054 душ кріпаків із селищ Калинівка, Рогінці, Антонівці, а також 243 селянина з Шершнів, 60 — з Курників, 17 — з Шостаківки.
Станом на 1869 р. Шершні відносяться до Тиврівської волості Вінницького повіту.
У середині XIX ст. в Шершнях налічувалося 77 дворів, проживала 371 особа чоловічої статі селян-власників, 3 однодвірці. Щороку вони намолочували і продавали 371 пуд озимини і 85 пудів яровини. З 1861 року кріпаки отримали волю, а за угодою з поміщиком від 1863 р. той зобов'язався продати селянам Курників, Шершнів та Шостаківки (всього 640 осіб) 171 десятину 1931 сажень присадибної землі за ціною 102 крб. сріблом за 1 десятину, а також польову — за ціною 55 крб. за десятину. Разом селяни викупили 631 десятину землі на загальну суму 9866 крб. 10 коп. сріблом. Межа між польовою та присадибною землею пролягала біля сільського цвинтаря.

#### Церква

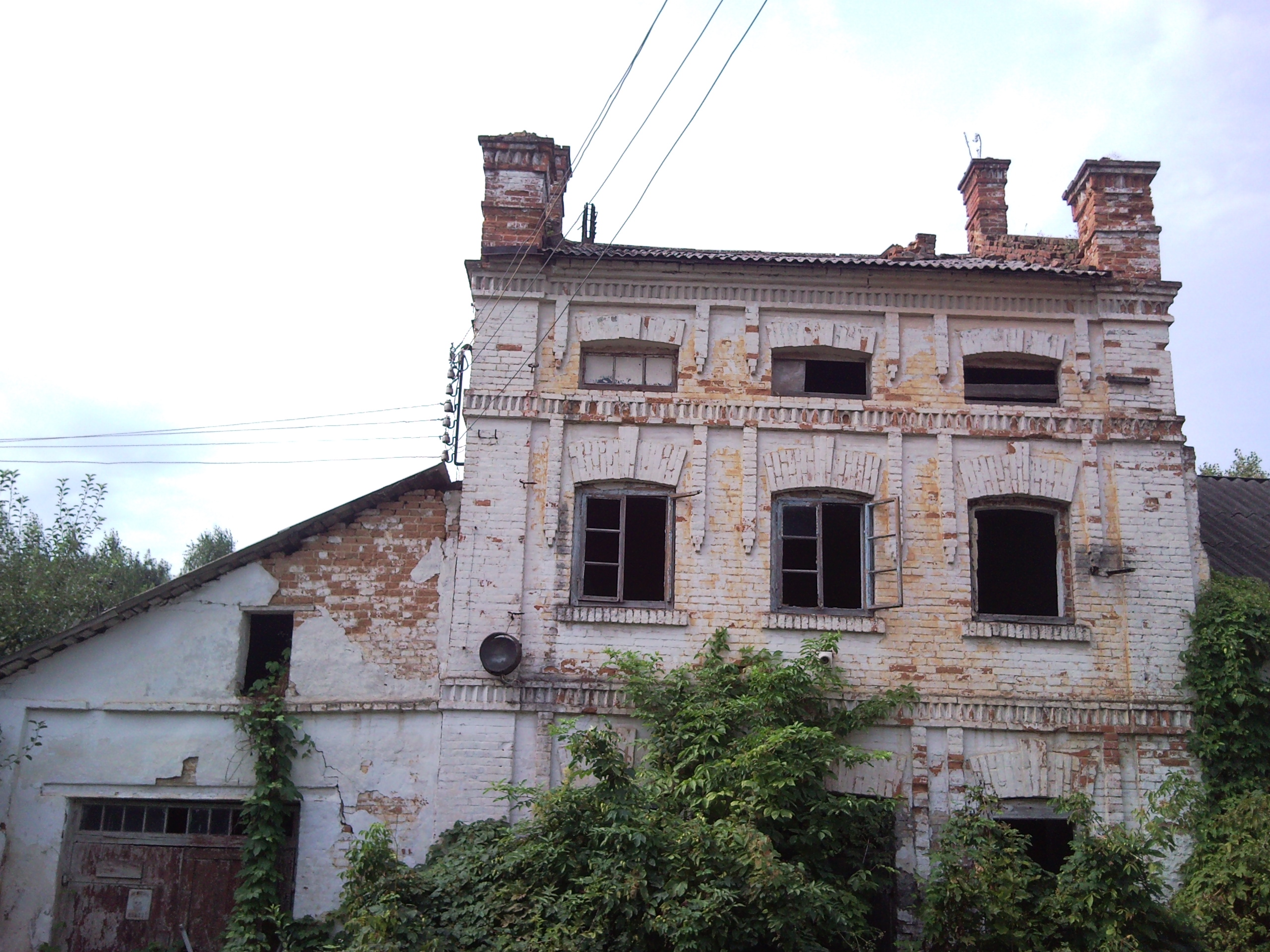
Корпус панської винокурні, ХІХ ст.

На час приєднання Поділля до Російської імперії в селі існував старий дерев'яний православний храм на честь Воздвиження Хреста Господнього, трикупольний, покритий тесом. Той був збудований на місці поховання козаків, що захищали село від нападів татар і турків. Окремо від церкви знаходилась дзвіниця. Дерев'яні споруди знищені пожежею у 1821 р. У 1822—1825 рр. на місці старого храму коштом поміщика І. Ф. Собещанського зведено існуючу кам'яну церкву з одним куполом. Архітектура апсиди дещо нагадує традицію у будуванні католицьких чи греко-католицьких храмів, втім, споруда ніколи не була католицькою, а початковий проект було змінено через нестачу коштів. Іконостас взагалі з'явився стараннями селян у 1870 р., а остаточно церкву добудовано у 1893 р. З часів Річі Посполитої в храмі зберігалося унікальне Євангеліє 1757 р. московського друку, яке було конфісковане у 20-х роках XX ст. більшовиками.

#### За панів Гейденів
Маючи фінансові проблеми, Собещанські ще у 1845 р. заставили Шершнівський маєток у Петербурзькій опікунській раді, а самі жили у с. Глинське. Нарешті у 1870 р. продали помістя графу Гейдену Федору Логіновичу, генералу від інфантерії, згодом фінляндському генерал-губернатору.
За розпорядженнями генерала, який постійно проживав у Санкт-Петербурзі, поміщицький будинок у Шершнівському маєтку одразу, у 1870 р., було віддано під школу (Церковно-парафіяльна школа в свою чергу діяла в селі з 1867 р.). У 1871 р. побудовано винокурний завод з кам'яними стінами та залізною покрівлею. У 1885 р. зведено ще одне приміщення винокурні, 4 млини: три на р. Кудашівка (під лісом Березиною; на території заводу; в районі Фіціївки) та один на р. Гутянці. Для місцевих потреб було побудовано цегельний завод, дорогу-бруківку до Сутисок. Помістя Гейденів в Шершнях мало 825 десятин 1742 сажені землі. У 1897 р. старий граф відписав Шершні у власність доньки — Ольги. Одначе, Шершнівським маєтком фактично займався його син — Дмитро Гейден, який успадкував сусідні помістя — у Тиврові, Кліщеві, Сутисках, постійно жив у цих місцинах, будучи предводителем дворянства Вінницького повіту.

Будинок ХІХ ст. (зараз сільський клуб та бібліотека)

Граф Гейден телефонізував першим на Поділлі населені пункти — Тиврів, Сутиски і Шершні. Деякі будинки для робітників, побудовані за його часів, збереглися до сьогодні. У 1897 р. побудована нова двоповерхова міністерська школа. Грошей не вистачило на дах, тому його було вкрито сніпками з житньої соломи. Одначе у 1899 р. дах згорів, і Гейден покрив школу металевим покриттям.
Від 1891 р. у селі діяла метеорологічна (дощомірна) станція ІІІ розряду, створена на кошти Головної фізичної обсерваторії. За змінами погоди спостерігав місцевий парох.

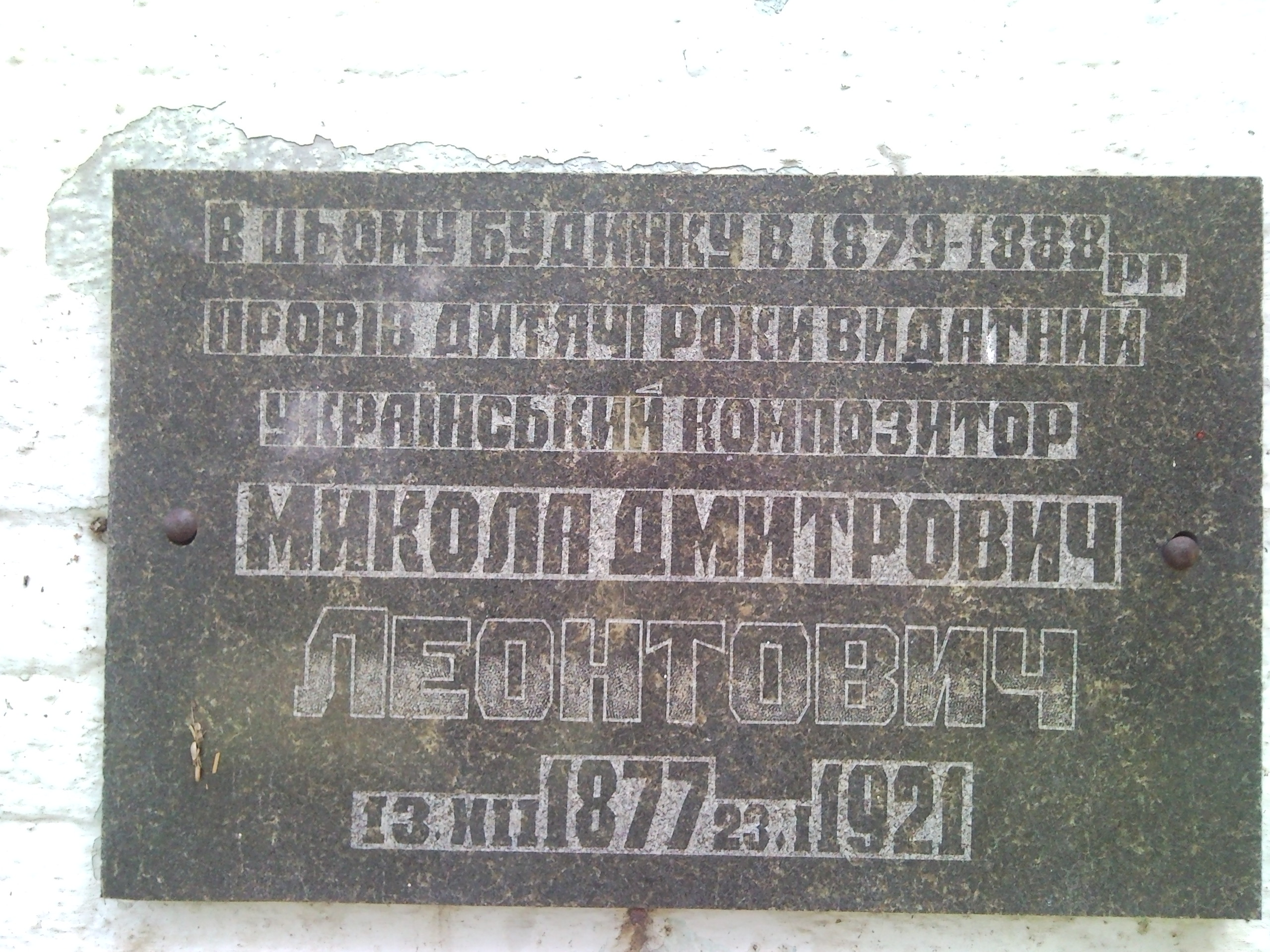
Меморіальна дошка М. Д. Леонтовичу

Батько видатного композитора М. Д. Леонтовича майже 15 років був парохом у Шершнях, де маленький Микола провів кілька років дитинства (1879—1888). Існує суперечлива інформація щодо будинку, де Леонтович жив з батьками — на думку одних, це кам’яно-цегляна будівля у центрі села, уквітчана відповідною меморіальною дошкою, і яка потребує капітального ремонту, за іншими даними — це дерев'яний будинок, який згорів ще 1898 року .

#### На рубежі XXст.
У 1893 р. в Шершнях нараховувалось 209 дворів з 1856 жителями та у присілку Шостаківці — 11 дворів з 66 мешканцями. А вже в 1905 році в Шершнях та Шостаківці налічувалося 316 та 19 селянських господарств відповідно. Відтак, на початку XX ст. в Шернях разом з Курниками і Шостаківкою проживало 2888 чол. Серед усіх облікованих господарств 28 мали тільки присадибну землю, 6 селян були безземельними, 3 господарства мали повний наділ, 93 селянські двори не мали ні волів, ні коней.
Основна справа населення — землеробство. Мешканці також займалися ловлею риби в Бугу, добували будівельний камінь, пісок та вапняк на продаж, працювали на місцевих цегельні та винокурні, а також на винокурні у Сутисках, Сутиському млині, цукроварнях Гнівані та Браїлова. В селі проживало чимало ткаль та каменярів.

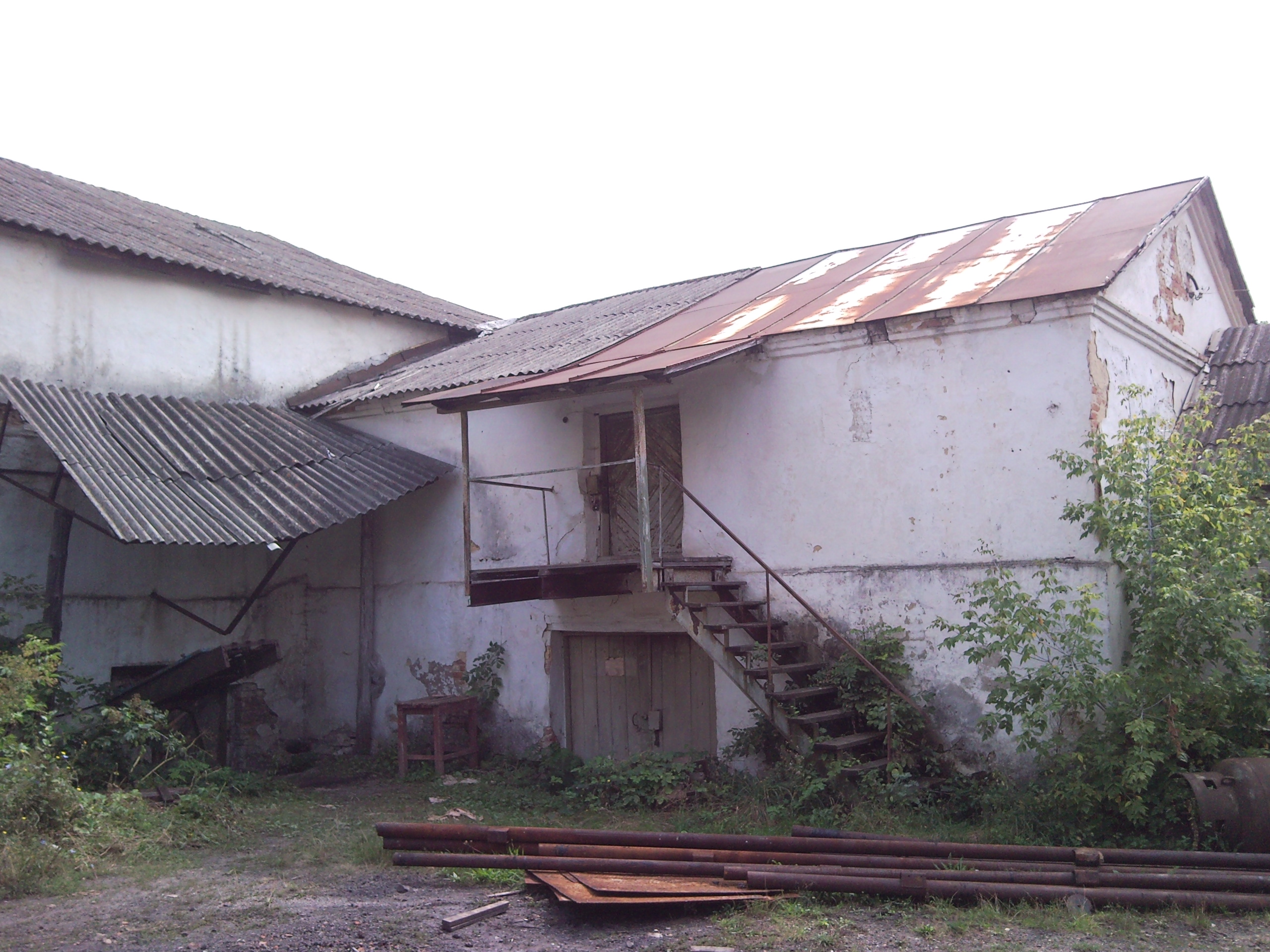
Один з корпусів панської гуральні, ХІС ст.

Шершнівська винокурня (гуральня), зокрема, у 1909—1910 рр. виготовила 27424 відра 40-градусного спирту з хліба та картоплі. Її управляючий — Оскар фон Ерн мав власний особняк на вул. Панській у Гнівані.
За конфесійними ознаками в селі на той переважали православні — 1139 осіб (570 чоловіків і 569 жінок відповідно), 351 католик (157 чол. та 194 жін.), 425 старовірів (218 та 209), невелика кількість юдеїв.
Діяли дві школи — церковнопарафіяльна (однокласна) та міністерська (двокласна). В останній, за твердженнями старожилів, в 1910 р. викладав музику композитор Кирило Стеценко.
Перша світова війна забрала з села кілька вояків-селян. Воювали Кирило Скакодуб, Іван Мельник, Ігнатій Головань та ін.

### Революційна доба,

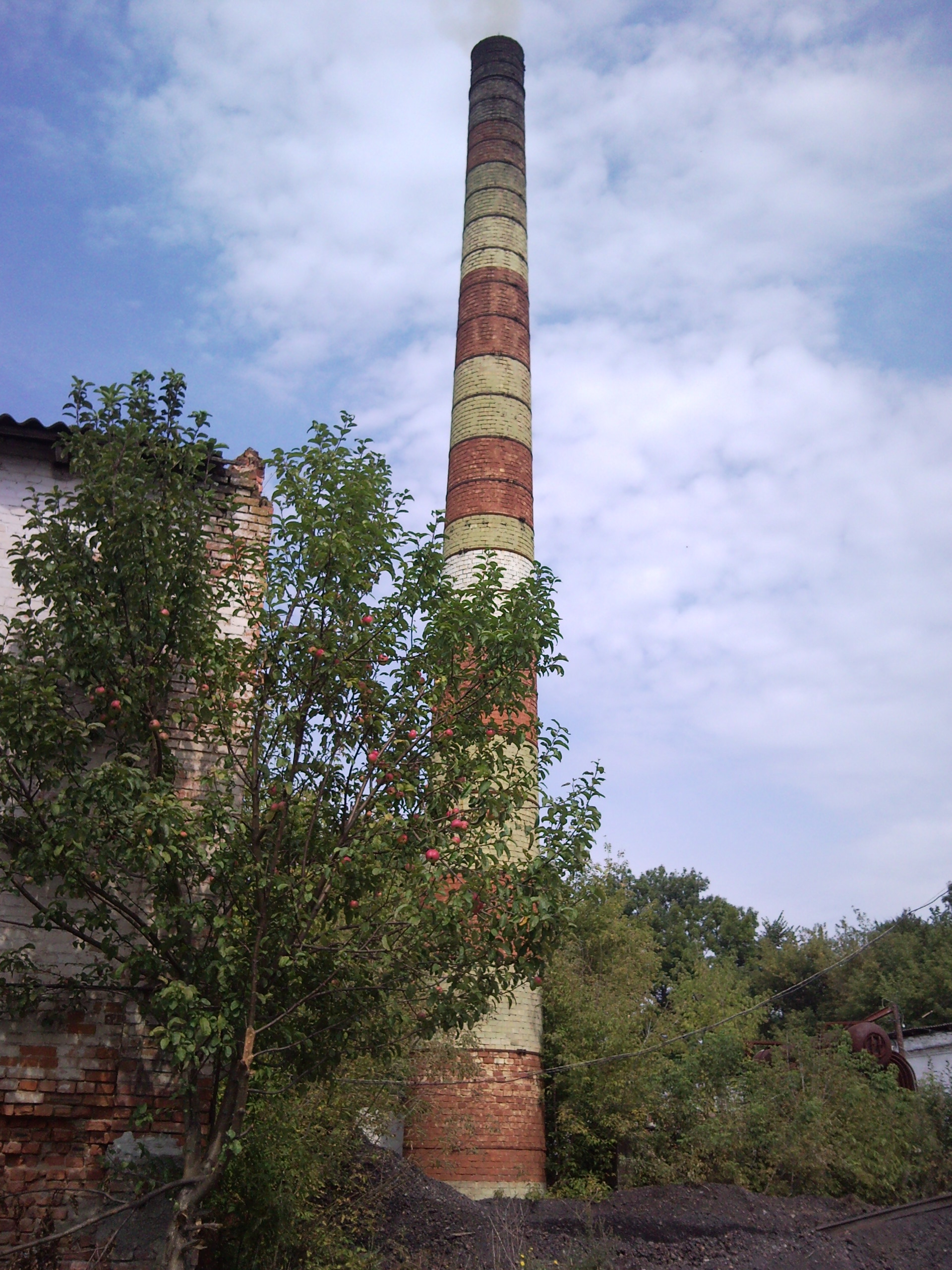
Плодоконсервний завод

### Революційна доба[22],[23]
Після повалення самодержавства громада Шершнів взяла під контроль панську економію, влаштувавши у графському будинку дитячі ясла. Одначе, вже у 1918 р. майстрові із сусіднього Борскова зняли металеву крівлю з панського будинку, а місцеві жителі розібрали стіни будівлі до підмурку.
У червні 1918 р. на Тиврівщині сталося селянське повстання проти польських легіонерів. Жителі с. Шершні також брали в ньому участь, переслідуючи ворога від села через міст до Сутисок і далі до Гнівані.
У 1919 р. в Шершнях встановилася влада більшовиків. Створено комітет бідноти з трьох осіб. Землю передано селянам. 350 дворів отримали 300 десятин землі. Втім, до кінця 1921 р. в Шершнівському лісі з'являються загони УНР. Зокрема, відомо про бій влітку 1921 р. повстанської групи на чолі з колишнім міліціонером А. Й. Кореньковим, унаслідок якого вбито командира червоноармійського полку та двох рядових.
В жовтні 1922 р. в селі створено і зареєстровано товариське господарство «Відродження» на чолі з А. Ф. Доробалом. У власність господарства передано млин, його учасники показово заохочені преміями, віддавши державі у свою чергу 420 пудів озимини. Того ж року для дітей-безбатченків влаштовано притулок. В цей період розкуркулено 6 шершнівських родин (Шемчонка М. Ф., Висоцького Л., Герасинюка О., Кушніра І. М., Кушніра І. І., Доробала А. А.).
Станом на 1925 р. Шершні перебувають у складі Тиврівського району Вінницької округи.
В 1926 р. на базі колишніх панських підприємств відновлено роботу Шершнівського плодоконсервного заводу, який стає епіцентром життя селян. Від 1929 р. він починає видавати продукцію — фруктовий сік, варення, джеми, квашені огірки, капусту. З 1938 р. — сушили картоплю, цибулю, моркву, яблука для особового складу військових частин. На ньому у сезонні роботи працювали від 300 до 400 робочих, а перед Другою світовою війною чисельність працівників становила 460 осіб.
Спроба створити у 1928 р. в селі машинно-тракторне товариство виявилася невдалою. В 1930 р. у селі відбулись селянські виступи проти колективізації, примусові переселення людей в межах Тиврівського району, втім, вже в 1931 р. замість поодиноких господарств створено колгосп ім. Чубаря (295 господарств, 549 членів, голова колгоспу Голочан, голова сільради Кучерук), у Шостаківці — колгосп ім. Франка, хоча чимало одноосібників вели господарство навіть до 1936 р.
Колгосп почав вирощувати зернові та овочеві культури. В 1932 р. на площі 40 га закладено плодовий сад (яблуні, груші, черешні). Головного садівника Довганя Петра Самійловича нагороджено орденом Леніна і відправлено до Москви на Виставку досягнень народного господарства.
Вважається, що Голодомор в Україні 1932—1933 рр. у порівнянні з іншими навколишніми селами не відбився жахливими наслідками на Шершнях через роботу плодоконсервного заводу, близькість лісу та ріки, до яких ходили у пошуках їжі мешканці навіть сусідніх поселень, зокрема, з Гришівців. Одначе, село втратило через голод від 90 до 120 мешканців, прізвища 56 з яких встановлені, а односелець, уповноважений райкому партії по хлібозаготівлях у той час, Мусійчук Микола Григорович відмовився від такої роботи, вкоротивши собі віку.
Понад 30 селян, передусім працівники плодоконсервного заводу, були репресовані у 30-х-40 рр., а колгосп унаслідок також репресованого В. Я. Чубаря перейменовано у колгосп ім. Леваневського.
Перед Другою світовою війною в Шершнях працювали трудова школа (з 1920 р.), хата-читальня з ліквідації неписьменності, дитячі ясла, бібліотека, драмгурток, хор, товариство «Просвіта», від 1931 р. замість трудової школи неповно-середня семирічна школа, при плодоконсервному заводі діяв духовий оркестр з 25 музикантів (капельмейстер М. М. Чухно).

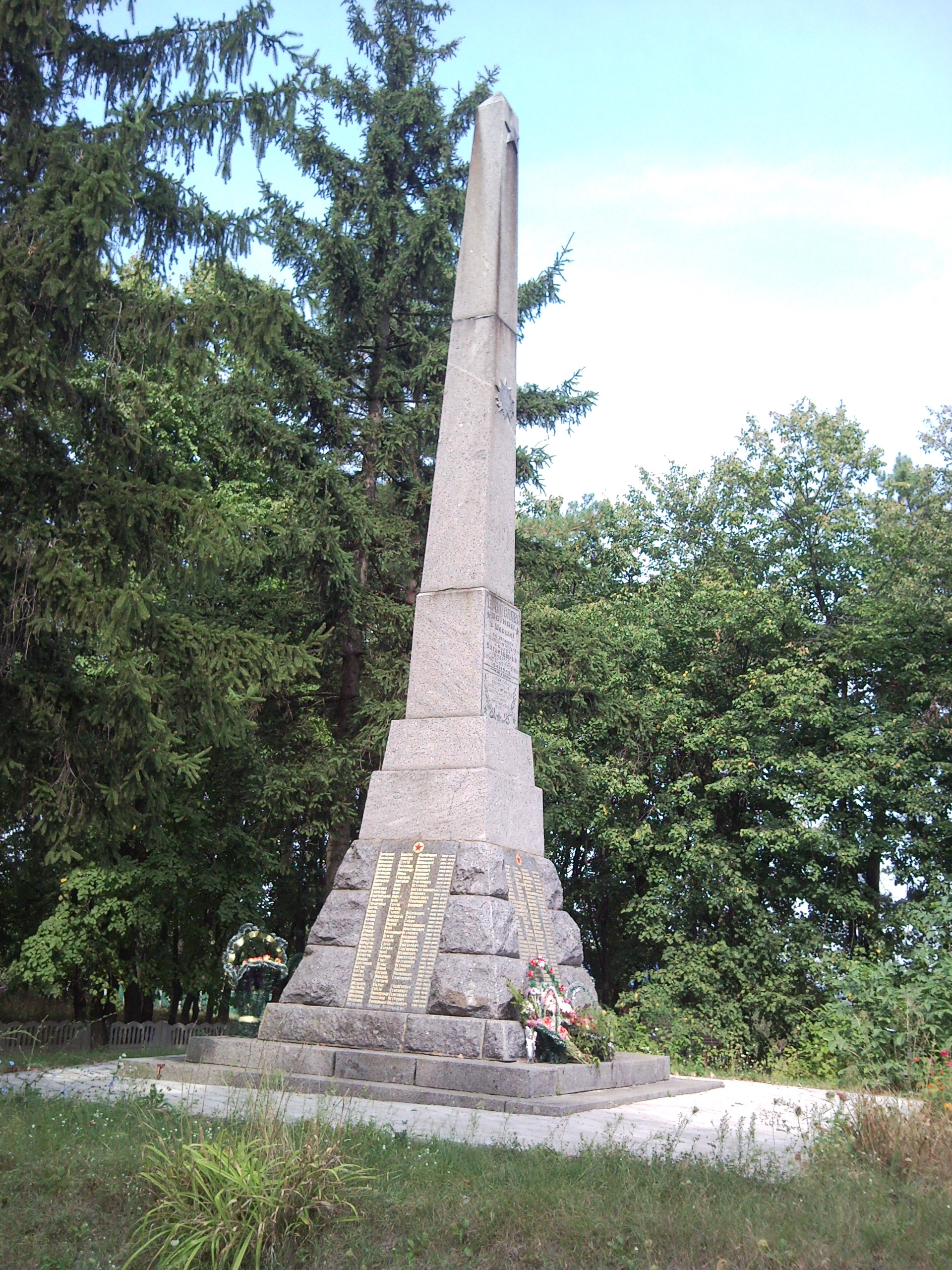
Меморіал учасникам війни

### Фашистська окупація[24]
Від початку війни у її перші дні було мобілізовано близько 200 жителів Шершнів. Село було окуповано німецькими військами 17 липня 1941 р., а невдовзі Шершні потрапили до румунського губернаторства «Трансністрія». У місцевому клубі влаштувався штаб жандармерії, з школи окупанти зробили солдатську казарму. Увесь час окупації працювали колгосп та плодоконсервний завод, на якому було організовано мармеладний цех, що виготовляв повидло «Мері» і «Пері», яблучне й грушове. Окремо сушили цукати, овочі, фрукти завдяки спеціально завезеному сушильному апарату «Імперіал». Було відновлено роботу млинів. На початку війни в школі ще працювали початкові класи, втім, у 1942 р. школу остаточно було закрито.
Односельчанка Мусійчук Марія Григорівна та її родичі перебували у лавах Вінницької підпільної організації.
У січні 1944 р. внаслідок глибокого рейду у тил противника двох бригад 1-ї танкової армії генерала М. Ю. Катукова були тимчасово відбиті Немирів, Тиврів, Вороновиця, Ворошилівка. 10—11 січня 1944 р. 8-й гвардійський механізований корпус генерала І. Ф. Дрьомова оволодів населеними пунктами Ворошилівка, Маянів, Борсків, Шершні, Тиврів. Втім, контрнаступом німці повернули ці території під свій контроль ще на два місяці.
Під час рейду з греблі Сутиської ГЕС перекинувся радянський танк, екіпаж загинув. Фашисти витягнули танк і дозволили похоронити воїнів поблизу ГЕС. З поверненням радянської влади танкісти були перепоховані на Шершнівському кладовищі у братській могилі, згодом, у 50-ті рр. XX ст. знову перепоховані в центрі Сутисок.
15 березня 1944 р. один з полків 151-ї стрілецької дивізії форсував Південний Буг і оволодів на його правому березі Шершнями, Ворошилівкою і Гутою-Шершнівською. Остаточно село звільнене 18 березня 1944 р. 153 односельці загинули на фронтах війни, 4 — в селі за часів окупації, близько 160 мешканців повернулися до рідного села, двоє людей були остарбайтерами.

### Нова історія. Радянська доба[28]
У 1950 р. землі Шершнів та Гути-Шершнівської було об'єднано в єдине господарство — колгосп ім. Петровського (голова правління Марценюк). Колгоспної землі було 1800 га, у тому числі 1100 орної. Колектив мав 10 кінних плугів і культиваторів, 4 жатки, 3 лобогрійки, комбайн, 2 молотарки, автомобіль ЗІС-5. Зарплата становила 10 копійок за трудодень і півкілограма зерна, іноді виплачувалась овочами, соломою.
У 1955 р. колгосп отримав назву «Зоря» (голова Ковальов Олексій Євменович).
За часів його головування господарство стало найкращим у районі, втім, голову зняли з посади рішенням райкому партії. У 1958 р. — нова реорганізація: разом об'єднано землі Шершнів, Тиврова, Василівки (голова Мельничук С. П.). Але вже через рік Тиврівське господарство відокремилось, а решта під назвою «Зоря комунізму» пропрацювало до 1989 р.
Внаслідок укрупнення колгоспів відбулись й адміністративно-територіальні зміни. Шершнівська сільська рада була об'єднана з Тиврівською з центром в Тиврові, а в 1959 р. — з Василівською сільською радою з центром у Василівці.
В селі залишилась комплексна бригада (начальник — Доробало Андрій Григорович) у складі з тваринницької, польової та тракторної ланок. Тваринницькі ферми були серед найкращих у районі.
Плодоконсервний завод частково відновив довоєнні потужності. У 1950 р. при річному плані 8216 крб. завод виконав його на 106,4 %. На підприємстві працювало 215 робітників. Вироблялися різноманітні консерви, було запущено конвеєр з виробництва томатного соку. Передовики виробництва у 1995 р. були відправлені на Виставку досягнень народного господарства у Москві.

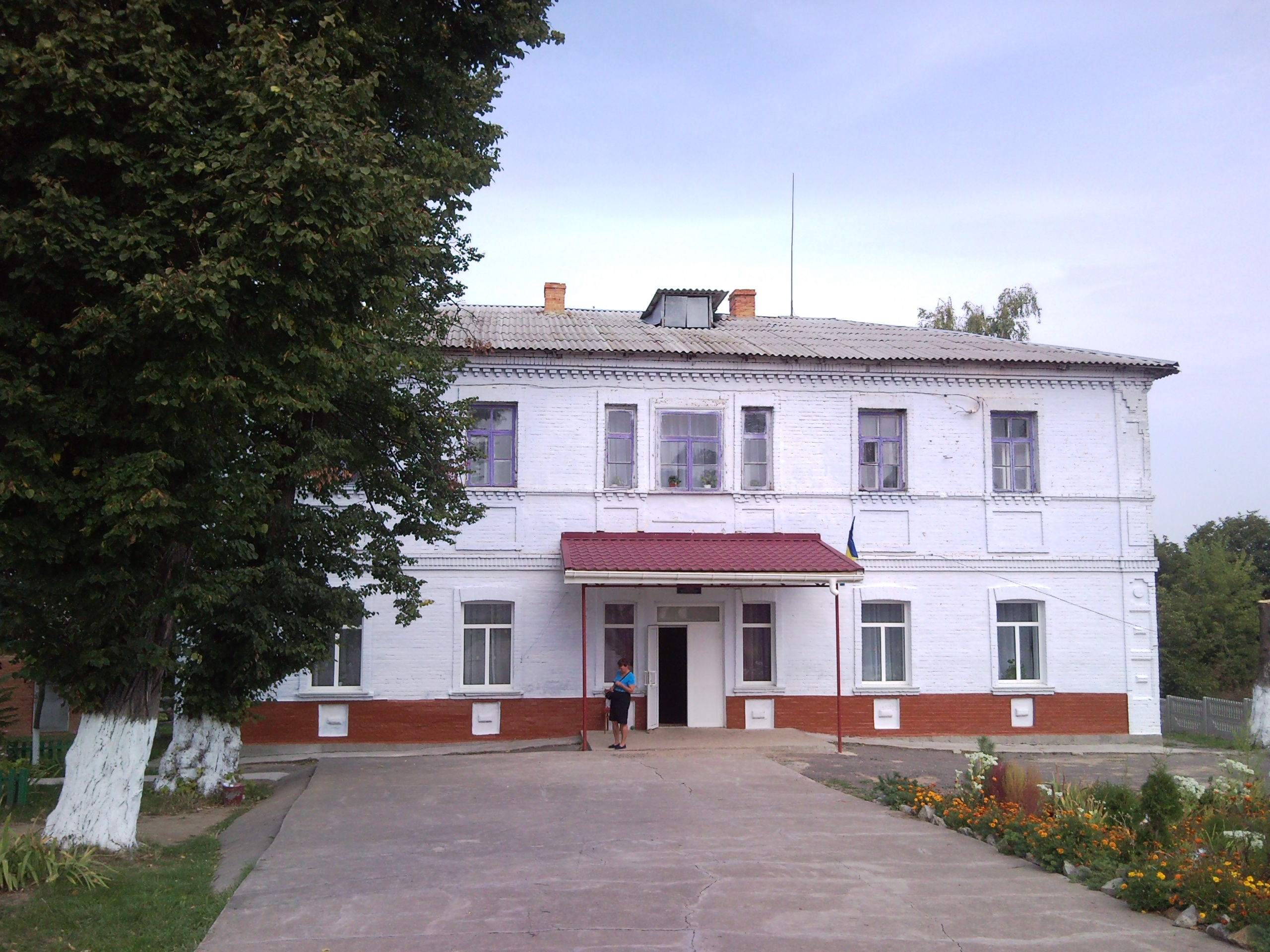
Школа

Відновлено роботу неповної середньої школи. У 1965 р. з'явився дитячий садочок.
1972 р. в селі встановлено пам'ятник воїнам, загиблим у війні з фашизмом (реконструйовано у 2005 р.), прокладено дорогу-бруківку до Василівки (1975—1978 рр.), побудовано приміщення сільського магазину (1975 р.), медпункту (1977 р.).
В сільському клубі у 1972 р. зорганізувався фольклорний етнографічний ансамбль (керівник Мишаста О. В., музичний керівник Івасик Володимир Васильович), який у 1983 р. був учасником всеукраїнського пісенного фестивалю «Сонячні кларнети». У 1999 р. колектив під назвою «Берегиня» отримав статус «народного».

### Нова історія. Радянська доба

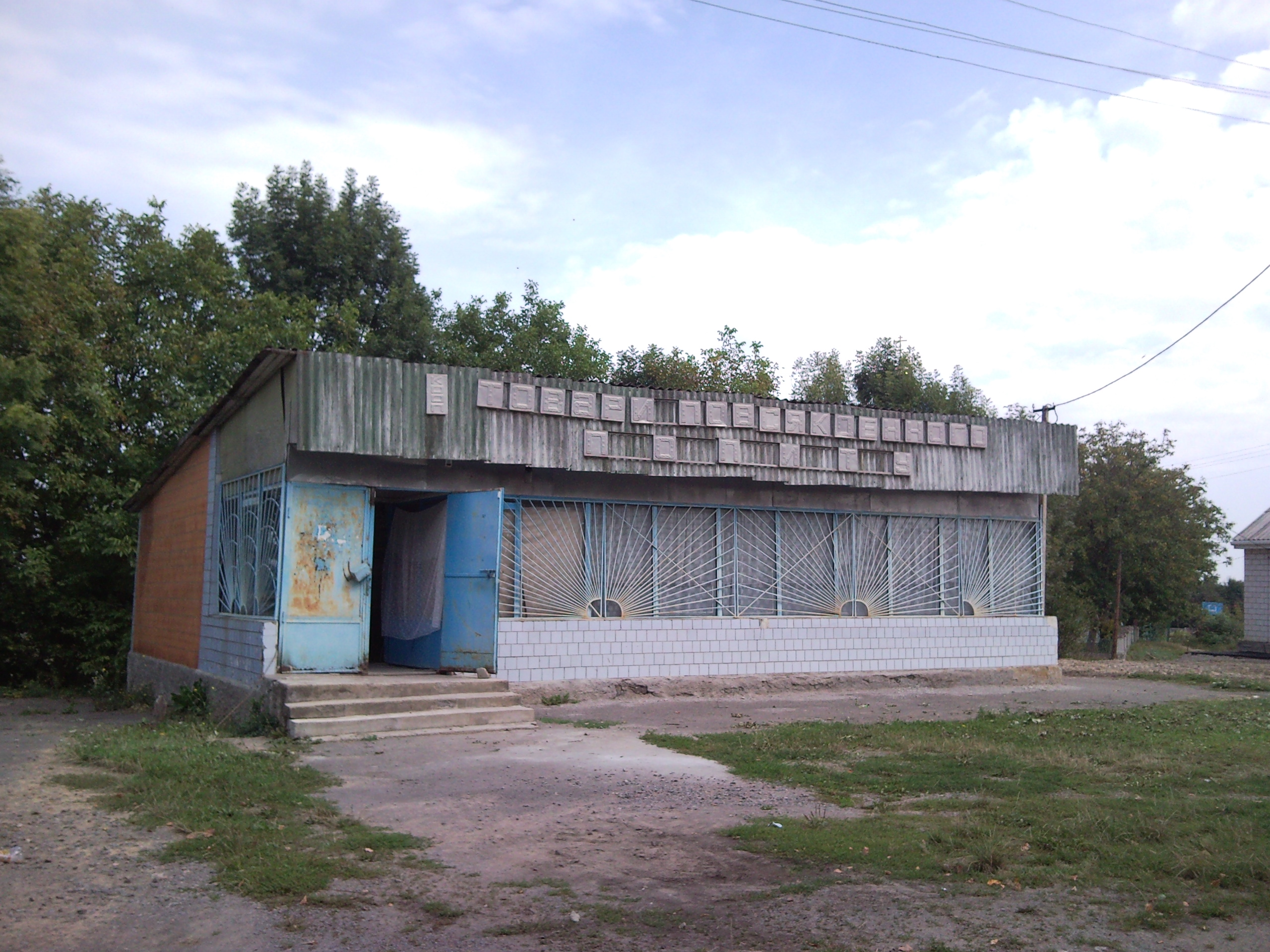
Магазин

### Новітня історія. Незалежна Україна[31]
В 1990 р. відновлюється Шершнівська сільська рада (Тиврівський район) у складі власне села Шершні та сусідньої Гути-Шершнівської. Головами були: Соляник Г. Р. (1990—1998), Васильчук М. Г. та Мусійчук Л. І. (1998—2010), а від 2010 р. — Шевчук Л. І.
Після 2000 р. впорядковано дорогу до районного центру, встановлено новий автошляховий розбірний міст через Південний Буг. У 2006 р. село газифіковано. Розширено торговельну мережу, упорядковане сільське кладовище.
У 1989 р. після виходу Шершнівського колгоспу зі складу колгоспу «Зоря комунізму» утворилось господарство «Зоря» (голова Грищук К. В.), яке у 2000 р. було реорганізовано у виробничий сільськогосподарський кооператив «Родина» з найбільшим розміром земельних паїв у районі — по 4,95 га.
У 2001 р. в селі з'явилось приватне селянсько-фермерське господарство «Володимир» (1000 га землі, господар — Малюта В. Д.) з вирощування пшениці, ячменю, кукурудзи. Господарство мало у 2011 р. 105 голів великої рогатої худоби, а надій на одну фуражну корову становив 4354 л.
Із створенням у 2006 р. ФГ «Ростіна і В» (голова Верблян Т. В.) у селі відновлюється садівництво. Учнями місцевої школи висаджено сосново-дубовий ліс зі 100 тисяч саджанців.
Після визнання у 2001 р. Шершнівського плодоконсервного заводу банкрутом його викупив директор ВАТ «Гніванський кар'єр» Берещук В. О. і відновив виробництво підприємства за сезонним циклом.
Місцева школа у 1989 р. стала загальноосвітньою з дев'ятирічним терміном навчання.
В селі працюють клуб, сільська бібліотека, фельдшерсько-акушерський пункт, відділення зв'язку.

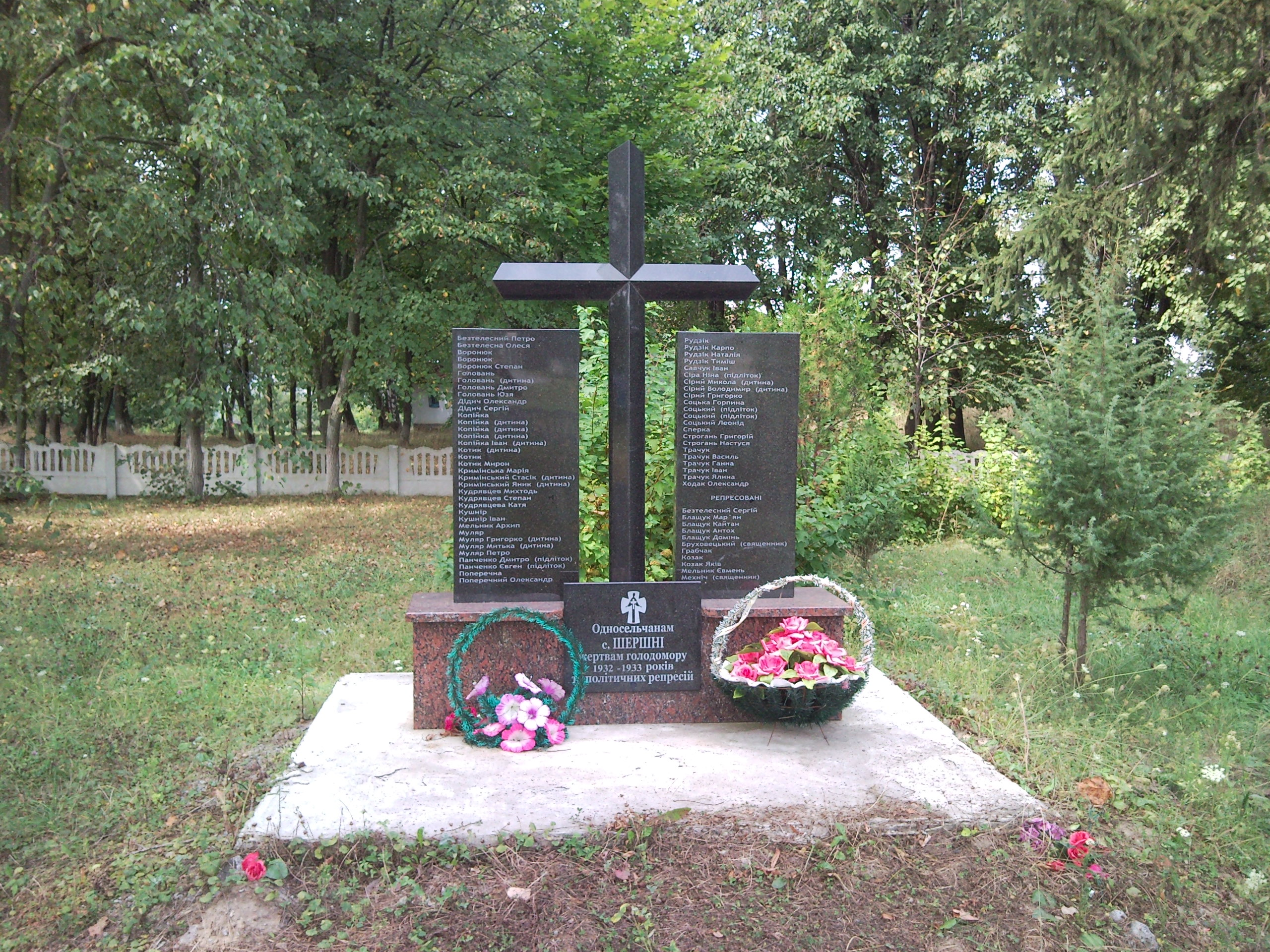
Пам'ятник жертвам голодомору і репресій, 2009

## Пам'ятки і персоналії[32]

### Пам'ятки
- Поселення Трипільської культури (IV -ІІІ тис. до н. е.);
- Поселення Зарубинецької культури (ІІ ст. до н. е. — ІІ ст. н. е.);
- Два поселення Черняхівської культури (ІІ-IV ст. до н. е.);
- Державна пам'ятка природи місцевого значення «Шершнівська скеля» (1999);
- Хресто-Воздвиженська кам'яна церква (1822—1825, 1893);
- Будинок школи (ХІХ ст.);
- Будинок плодоконсервного заводу (ХІХ ст.);
- Будинок композитора М. Д. Леонтовича, дитячі роки якого (1879—1888) пройшли в Шершнях. Будинок в аварійному стані, меморіальна дошка встановлена до 120-річчя митця (1997);
- Могила першого комсомольця села Бондаря П. Ф. (1939);
- Пам'ятник 146 воїнам односельцям, загиблим на фронтах Другої світової війни (1972, 2005);
- Могила і надгробний хрест на кладовищі жертвам Голодомору (1993);
- Пам'ятник в центрі села жертвам Голодомору і політичних репресій (2009).

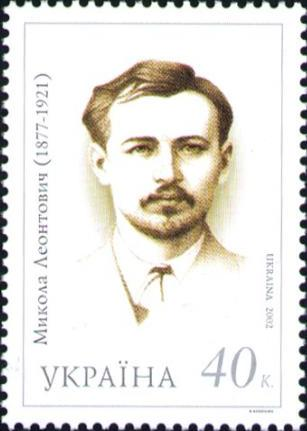
Композитор М.Леонтович

### Відомі люди
- Леонтович Микола Дмитрович (1877—1921) — видатний український композитор, дитячі роки якого (1879—1888) пройшли в Шершнях;
- Стеценко Кирило Григорович (1882—1922) — український композитор. Викладав музику у Шершнівській школі в 1910 р.;
- Гейден Дмитро Федорович (1862—1926) — граф, предводитель дворянства Вінницького повіту, очільник Вінницького повітового земства. Відомий громадський діяч Східного Поділля, перший редактор першого часопису Вінниччини.
- Костюк, Олександр Васильович — заступник командувача Протиповітряної оборони України, генерал-майор;
- Дамаскіна Валентина Миколаївна — майстриня народної вишивки;
- Рогова Ганна Микитівна — майстриня плетіння з соломки;
- Рогова Людмила Володимірівна (1954 р.н.) — майстриня плетіння з соломки;
- Сіра Ніна Василівна — вироби з природного матеріалу;
- Усатюк Євгенія Данилівна — майстриня народної вишивки.
- Доробало Валентина Романівна — депутат Верховної Ради УРСР 9-го скликання.

## Галерея
|                   |
| Автобусна зупинка |

|                          |
| Меморіал учасникам війни |

|                                              |
| Церква Воздвиження Чесного Хреста, 1822-1893 |

|                   |
| Шершнівська скеля |

|                                  |
| Будинок композитора М.Леонтовича |

|                                  |
| Південний Буг в районі с. Шершні |